# Јован III Дука Ватац
Јован III Дука Ватац (грч. Ιωάννης Γ΄ Δούκας Βατάτζης; рођен око 1192. у Димотици, умро је 3. новембра 1254. године у Нимфеју) је био никејски цар (1222—1254) из династије Ласкариса, супруг Ирине Ласкарис, ћерке Теодора  (1204—1222) и један од највећих византијских владара. Он је као способан војсковођа (иако је патио од епилепсије) преузео власт 1222. године и наследио свог таста на престолу који је успео да одбрани у борбама са Теодоровом браћом која су му оспорила право на то. Захваљујући споразуму са Селџуцима и добрим односима са антипапски настројеним Фридрихом II (1212—1250), он се окренуо обнови власти на Балканском полуострву. Без борбе је заузео Солун 1246. године и овладао Тракијом, Македонијом деловима данашње Албаније око Кроје, успео је да себи потчини Епирску деспотовину 1252. године, а уз помоћ морнарице је овладао значајним егејским острвима (Лезбос, Хиос, Самос, Икарија и Родос). Он је током своје тродеценијске владавине успео да Никејско царство од скромне провинцијске државе уздигне на ранг најјаче регионалне силе. Иако није успео да заузме Цариград 1235. године у сарадњи са Бугарима, сматра се да је директно његова владавина довела до коначног ослобођења Цариграда и обнове Византије 1261. године. На унутрашњем плану је много учинио на пољу правосуђа, али и подизања болница и помагања сиротињи заједно са својом супругом Ирином, због чега је након смрти канонизован као свети цар Јован Милостиви.

## Биографија
Јован Дука Ватац, рођен око 1192. године у Дидимотици, вероватно је био син генерала Василија Ватаца, који је погинуо у бици 1194. године, и његове жене, рођаке царева Исака II Анђела и Алексија III Анђеле. Јован Дука Ватац је имао два старија брата. Најстарији је био Исак Дука Ватац (1188 - 1261), док је његов млађи брат умро млад. У браку са Евдокијом Анђел имао је ћерку Теодору Дуку Ватац, која се касније удала за цара Михаила VIII Палеолога. Име средњег брата није познато, али се његова ћерка удала за протовестијара Алексија Раула.
Успешног војника из војничке породице, Јована је око 1216. године изабрао цар Теодор I Ласкарис за другог мужа за своју ћерку принцезу Ирину Ласкарис и за престолонаследника, након смрти њеног првог мужа Андроника Палеолога. Овај брачни савез је искључио чланове породице Ласкарис из наслеђа, а када је Јован III постао цар у децембру 1221, након смрти цара Теодора I у новембру, морао је да се обрачуна са онма који су се противили његовој владавини. Борба је завршена битком код Поиманенона 1224. године, у којој су његови противници поражени упркос подршци Латинског царства у Цариграду. Победа цара Јована III довела је до територијалних уступака од стране Латинског царства 1225. године, након чега је уследио Јованов упад у Европу, где је заузео Хадријанопољ.
Цару Јовану III посед Хадријанопољ преотео је цар Теодор Анђел Комнин Дука од Епира и Солуна, који је истерао никејски гарнизон из Хадријанопоља и припојио већи део Тракије 1227. Заробљавање цара Теодора Анђела од стране цара Јована Асена II Бугарског 1230. године, ставило је тачку на опасност од Солун, а цар Јован III је склопио савез са Бугарском против Латинског царства.
Године 1235. овај савез је резултирао обнављањем бугарске патријаршије и браком између Јелене Бугарске и Теодора II, односно кћери цара Јована Асена II и сина цара Јована III. Исте године Бугари и Никејци су кренули у поход против Латинског царства, а 1236. године, су покушали да опседну Цариград. Након тога, цар Јован Асен II је усвојио амбивалентну политику, постао је неутралан и препустио је цара Јована III самом себи.
Цар Јован III Ватац је био веома заинтересован за прикупљање и преписивање рукописа, а Вилијам од Рубрука извештава да је поседовао копију несталих књига из Овидијевих Фасти. Рубрук је био критичан према хеленским традицијама са којим се сусрео у Никејском царству, посебно о празнику Свете Фелиците који је фаворизовао цар Јован III Ватац, за који Фридрих Риш сугерише да би била Фелицитаналија, коју је Сула практиковао да би поштовао Фелиците у 1. веку са нагласком о преокрету друштвених норми, величању истине и лепоте, рецитовању профаних и сатиричних стихова и ношењу орнаментисаних „ценаторија“, или вечера, током дана.
Упркос неким преокретима против Латинског царства 1240. године, цар Јован III је успео да искористи смрт цара Јована Асена II 1241. године, да наметне сопствену власт над Солуном (1242), а касније и да припоји овај град, као и већи део Бугарске Тракије 1246. године. До 1247. године, успоставио је ефикасну блокаду Цариграда. Последњих година његове владавине никејска власт се проширила далеко на запад, где је цар Јован III покушао да обузда ширење Епира. Михаилови савезници Голем од Кроје и Теодор Петралиф пребегли су цару Јовану III 1252. године. Цар Јован III је умро у Нимфејону 1254. године, и сахрањен је у манастиру Сосандра, који је основао, у области Магнезије.

## Породица и порекло
Претпоставља се да је Јован био син војсковође Василија Ватаца и неке рођаке царева Исака  (прва влада 1185—1195, друга влада 1203—1204) и Алексија  (1195—1203). Он се 1212. године оженио Ирином Ласкарис, ћерком никејског цара Теодора I Ласкариса који га је одредио за свог наследника. Са њом је имао једног сина Теодора (II) који га је наследио. Царица Ирина је пала са коња и била је тешко повређена, након повреде више није могла да има деце. Царица Ирина се повукла у манастир, узевши монашко име Евгенија, и тамо је умрла у лето 1240. године.
После Иринине смрти 1239. године, цар Јован III се оженио по други пут Констанцом II Хоенштауфен, која је пре удаје прешла у православље и узела је име Ана, ванбрачном ћерком цара Фридриха II и његове љубавнице Бјанке Ланцио, са којом није имао деце.

## Наслеђе
Цар Јован III Дука Ватац је био успешан владар који је поставио темеље за опоравак Никеје од пада Константинопоља. Био је успешан у одржавању генерално мирних односа са својим најмоћнијим суседима, Бугарском и султанатом Рум, а његова мрежа дипломатских односа проширила се на Свето римско царство и папство. Међу оружаним снагама које је користио биле су и велике куманске заједнице које је настанио да чува Западну Анадолију од инвазија Огуз-Туркмена.
Цар Јован III је извршио никејску експанзију у Европу, где је до краја своје владавине припојио свог некадашњег ривала Солун и проширио се на рачун Бугарске и Епира. Такође је проширио никејску контролу над великим делом Егејског мора и анектирао важно острво Родос, док је подржавао иницијативе за ослобађање Крита од млетачке окупације са циљем његовог поновног уједињења са Византијским царством са седиштем у Никеји.
Називајући себе правим наследником Римског царства, цар Јован III је подстицао правду и милосрђе, и пружао активно вођство у миру и рату упркос својој епилепсији. Пажљиво је развио унутрашњи просперитет и трговину свог царства, које је постало познато по обилним празницима жетве, који се наводно ослањају на традиције са празника Фелицитас описане у недостајућој 11. књизи Овидијеве књиге о данима.
Пола века након његове смрти, цар Јован III је канонизован за светца, под именом свети Јован Милостиви, и обележава се сваке године 4. новембра. Георгије Акрополит помиње да се народ побринуо да се у Нимфеју подигне храм у његову част и да се његов култ као светитеља брзо проширио на народ западне Мале Азије. Истог дана, од 2010. године, у Дидимотици организује се Ватација фестивал од стране тамошњег митрополита. Алис Гардинер је приметила опстанак Јовановог култа међу јонским Грцима још почетком 20. века, и контраст који је видела где „свештенство и народ Магнезије и суседства поштују његово сећање сваког четвртог новембра. Али они који лутају а игра о његовој разрушеној палати ретко је повезује чак и са његовим именом.“
Његов празник је формално православни празник, иако се не обележава никаквом посебном литургијом; за њега постоје два позната историјска аколутија, укључујући копију старијег магнезијанског менаиона из 1874. за месец новембар, што показује да је у 15. и 16. веку био поштован као „свети славни равноапостолни и цар Јован Ватац , нови милостиви у Магнезији.“ Релевантне химне су сачуване у само једном познатом рукопису у библиотеци манастира Леимонос на Лезбосу, у Грчкој, и укључују референце на празник милостивог Јована Ватаца. Празник цара Јована III Ватаца је у великој мери пао у заборав осим у цркви посвећеној њему у његовом родном граду Дидимотици.
Генерације након цара Јована III Ватаца гледале су на њега као на „оца Грка“.

## Поштовање као светитеља
У пределима Смирне, Нимфеје и Магнезије очувало се поштовање цара Јована III Ватаца као светитеља Божјега. Ипак, он није био званично канонизован, јер су се Палеолози старали да се не помињу успеси Ласкариса. Без обзира на све, у Малој Азији, особито у Ефесу, светог Јована Милостивог су прослављали све до почетка XX века, док је тамо опстајало грчко становништво. У XIV веку је епископ Григорије Пелагонијски написао Житије Светог Јована Милостивог, а у XVIII веку Никодим Светогорац је на молбу ефеског митрополита написао црквену службу светоме цару Јовану Милостивом, која се до данашњег дана служи 4. новембра.

## Легенда о упокојеном краљу
Према легенди, његове нетљене мошти су пренете у Цариград, који је био ослобођен од Франака, где се за њега повезала легенда о упокојеном краљу. У време пада Цариграда под Турке Османлије, његове мошти су биле сакривене у катакомби, а чувала их је породица криптохришћана, која их је чувала у тајности с колена на колено. Легенда каже да је од тог времена чекао ослобођење Цариграда.

## Породично стабло
|  |                         |  |  |  |  |  |  |  |  |  |  |  |  |  |  |  |
|  | 2. Василије Ватац       |  |  |  |  |  |  |  |  |  |  |  |  |  |  |  |
|  |                         |  |  |  |  |  |  |  |  |  |  |  |  |  |  |  |
|  |                         |  |  |  |  |  |  |  |  |  |  |  |  |  |  |  |
|  | 1. Јован III Дука Ватац |  |  |  |  |  |  |  |  |  |  |  |  |  |  |  |
|  |                         |  |  |  |  |  |  |  |  |  |  |  |  |  |  |  |
|  |                         |  |  |  |  |  |  |  |  |  |  |  |  |  |  |  |